# Арнольд Рюйтель
Арнольд Рюйтель (ест. Arnold Rüütel; 10 травня 1928, о. Сааремаа, Естонія — 31 грудня 2024, Таллінн, Естонія) — естонський політик, вчений-зоотехнік. Третій Президент Естонії (8 жовтня 2001 — 9 жовтня 2006). Останній голова Президії Верховної Ради Естонської РСР та «батько» нової державної незалежності Естонії.
Депутат Верховної ради СРСР 11-го скликання, заступник голови Президії Верховної ради СРСР у 1984—1990 роках. Член Центральної Ревізійної Комісії КПРС у 1986—1990 роках. Кандидат сільськогосподарських наук (1972).

## Біографія
У 1949 році закінчив сільськогосподарський технікум в Янеда. Старший агроном на острові Сааремаа (1949—1950).
У 1950—1955 роках служив на військово-морському флоті СРСР.
У 1955—1957 роках — викладач Тартуського училища механізації сільського господарства. У 1957—1958 роках — головний зоотехнік дослідної бази. У 1958—1963 роках — заступник директора науково-дослідного інституту тваринництва і ветеринарії Естонської РСР. У 1963—1969 роках — директор дослідно-показового радгоспу «Тарту» Естонської РСР. Член КПРС з 1964 року.
У 1964 році закінчив заочно Естонську сільськогосподарську академію.
У 1969—1977 роках — ректор Естонської сільськогосподарської академії. Відтоді починається його політична кар'єра: стає членом бюро Центрального Комітету Компартії Естонії (1977).
З 10 березня 1977 по 19 січня 1979 року — секретар ЦК КП Естонії з питань сільського господарства.
З січня 1979 по квітень 1983 року — 1-й заступник голови Ради міністрів Естонської РСР.
8 квітня 1983 — 28 березня 1990 року — голова Президії Верховної Ради Естонської РСР.
Не зважаючи на партійні зобов'язання, залишався явним естонським патріотом. Відіграв ключову роль у підготовці Декларації про суверенітет, яку було ухвалено 16 листопада 1988.
29 березня 1990 знову обраний головою Верховної Ради Естонської Республіки. Тоді ж 20 серпня 1991 ця каденція Верховної Ради ЕРСР оголосила про повну державну самостійність, заклавши правовий механізм руйнації всього СРСР. Вступив у гострий та ризикований конфлікт із союзним керівництвом.
1991—1992 — член Конституційної Асамблеї, яка створила проект Конституції Естонії. На перших президентських виборах 1992 року програв Леннарту Мері (набрав 43 % голосів колегії виборників). Одна з причин — радянське номенклатурне минуле. Але Рюйтель не визнавав за собою ніяких гріхів:
|  | Ви знаєте, мені вже чимало років. І так сталося, що мені випало бачити Естонію при всіх змінах влади, як то кажуть, від першої незалежності до нинішньої. І, ясна річ, спостерігати, як поводилися естонці, наділені владою, у той чи інший період. І ось що цікаво: в усі часи, хоч би які посади обіймали, 99% естонців залишалися естонцями. І намагалися зберегти свою націю, своє обличчя. Ті ж таки естонські комуністи, особливо починаючи з сімдесятих, відігравали роль своєрідного буфера, у міру сил своїх стримуючи виконання зовсім уже згубних для естонців розпоряджень влади центральної… |

1991 — захистив докторську дисертацію. 1994—2000 — голова Народної спілки Естонії (Eestimaa Rahvaliit), 1995 — віце-спікер Рійґікоґу (парламент Естонії). Вдруге висунув свою кандидатуру на президентських виборах 1996 і знову програв Леннарту Мері.
21 вересня 2001 — з третьої спроби стає Президентом Естонії. Балотувався на другий термін, але програв Тоомасу Гендріку Ільвесу.

## Особисте життя
Дружина — відома фольклористка Інгрід Рюйтель. Мав двох доньок, онуків. Зріст — 181 см.

## Взаємини з Україною
Особисті контакти з українськими елітами очевидно склалися ще в радянський період, коли Рюйтель очолював ЕРСР. Крім того, рядовий Рюйтель проходив строкову службу в армії на території України — у Криму й Ізмаїлі.
В інтерв'ю газеті «Дзеркало тижня» 2002 Рюйтель згадає про виняткову роль українців у перешкоджанні окупації Естонії 1990:
|  | Січневі події у Вільнюсі й Ризі. Московські танки вже стояли на підступах до Таллінна, і головне було — уникнути кровопролиття. Тоді я запросив до себе керівників усіх політичних рухів. І якщо російськомовне населення, у принципі, реагувало на нашу політику дуже неоднозначно, то з боку українців ми відчували беззастережну підтримку. Приміром, пілоти-винищувачі дивізій, що дислокувались у районі Таллінна, а вони на 2/3 були українцями, прийшли й запропонували свою допомогу. Таке не забувається ніколи… |

Офіційний візит до України в ранзі Президента наніс 2002 — у розпал міжнародної ізоляції Президента Леоніда Кучми після убивства журналіста Георгія Ґонґадзе. Візит тривав тиждень і мав розмаїту географію: Київ — Одеса — Крим. Причину обраного маршруту Рюйтель пояснив так: «У рамках візиту Київ мені рекомендували політики, Одесу — бізнесмени, а Крим — естонська діаспора і… пам'ять».
Активно контактує з офіційним Києвом навіть після складення повноважень Президента. Глава держави Віктор Ющенко увів його до Ради колишніх провідних політиків країн світу — консультантів Президента України. 13 грудня 2006 прийняв його у своїй офіційній резиденції. Весною наступного року, в розпал політичної кризи, Рюйтель знову в Києві — для консультацій Ющенка. Напередодні Нового року він проводить переговори з Президентом Віктором Ющенком, новообраним прем'єр-міністром Юлією Тимошенко, міністром закордонних справ Володимиром Огризком.
2008 року Рюйтель взяв участь у київському міжнародному форумі «Європа-Україна». Там він зробив низку політичних заяв, зокрема, про відповідність України демократичним стандартам Європи.

## Суспільне визнання
Рюйтель — автор понад 100 наукових праць. Він є почесним доктором Бентлі Коледжу (США), Гельсінського університету (Фінляндія), Національного Сільськогосподарського університету України. Нагороджений польським Орденом Білого Орла (2002).